# 东北早报
《东北早报》是中国共产党在北满地区创办的第一家公开报纸，于1925年8月15日在黑龙江省哈尔滨市创刊，1925年12月末，被迫停刊。

## 历史
1925年，上海五卅惨案爆发，中共哈尔滨党组织为声援五卅运动，决定创办一份公开报纸，也就是东北早报。东北早报由共产党员李铁钧和张昭德负责筹备。1925年春，由李铁钧出面申请立案，东省特别区警察管理处准予出刊，于8月15日在哈尔滨道里中国十四道街15号（今道里区西十四道街17号哈尔滨尚志小学）创办。其主要办报人有张昭德、陈作霖、高洪光（高伯玉）、彭守朴、任国桢、张锦春、吴丽实等，由张昭德出任总编辑，公开经营者是李铁钧。报纸原定于1925年8月1日创刊，后因印刷厂手续问题推迟至8月15日。1925年11月23日，郭松龄在滦州叛变反奉，东北早报不顾禁令，连续刊载反奉消息，引起当局的注意。1925年12月末，中共哈尔滨组织遭到破坏，早报主要编辑陈晦生等共产党员被捕，后在吉林监狱遇难。在东省特别区警察管理处严格“核阅报稿”的情况下报纸被迫停刊。

## 组织与排版
社内设编辑部和营业部，报纸由私人印刷所代印，4开4版，周6刊，自办发行。立文竖排，没有照片。所有标题都不用大字号，与正文一样同是5号宋体。该报第一版，上半版为广告，下半部为时论。第二版，为新闻版。开设3个栏目：紧要消息、国外新闻、国内要闻。第三版，为本埠新闻版。设本埠新闻、来件照登和副刊（东北潮）。第四版为广告版。